# Viali di Circonvallazione
Les Viali di Circonvallazione sont une série de boulevards périphériques  à 6 voies entourant la partie nord du Centre historique de Florence . 

## Histoire
Les boulevards suivent les contours des anciens remparts de Florence, démolis en 1865 selon le projet de Giuseppe Poggi (le Risanamento) afin de faire de Florence, alors capitale de l'Italie, une ville moderne aux larges boulevards inspirés de ceux de Paris.  
Des places et des palais ont été créés autour des anciennes portes médiévales  de la ville.

## Itinéraires
Desormais les viali di Circonvallazione sont les principales artères de Florence pour le trafic routier d'ouest en est. 
L'itinéraire  depuis l'ouest  à partir du pont Ponte alla Vittoria est le suivant : 
- Viale Fratelli Rosselli (avec la Torre della Serpe et la Station Leopolda) [2]
- Piazzale de Porta al Prato (avec la Porta al Prato)
- Viale Filippo Strozzi (autour de la Fortezza da Basso)
- Viale Spartaco Lavagnini
- Piazza della Libertà (avec la Porta San Gallo, l'Arc de Triomphe des Lorraine et le Parterre)
- Viale Giacomo Matteotti
- Piazzale Donatello (autour du cimetière anglais)
- Viale Antonio Gramsci
- Piazza Beccaria (avec la Porta alla Croce, les Archives d'État et siège du journal La Nazione)
- De là, les boulevards se divisent en : 
  - Viale Giovine Italia (avec la Torre della Zecca et le fleuve Arno)
  - Viale Giovanni Amendola

## Galerie

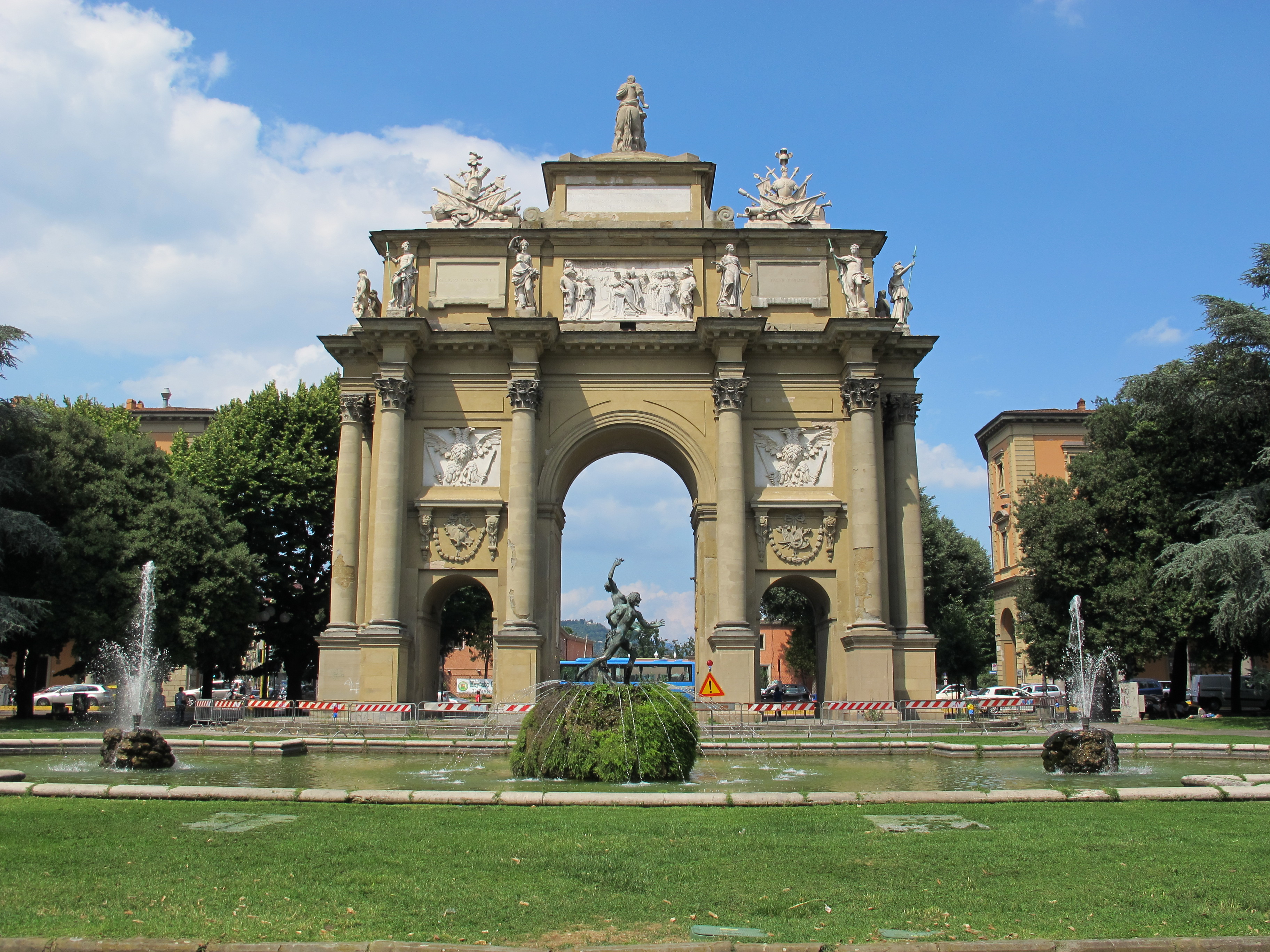
Piazza della Libertà.
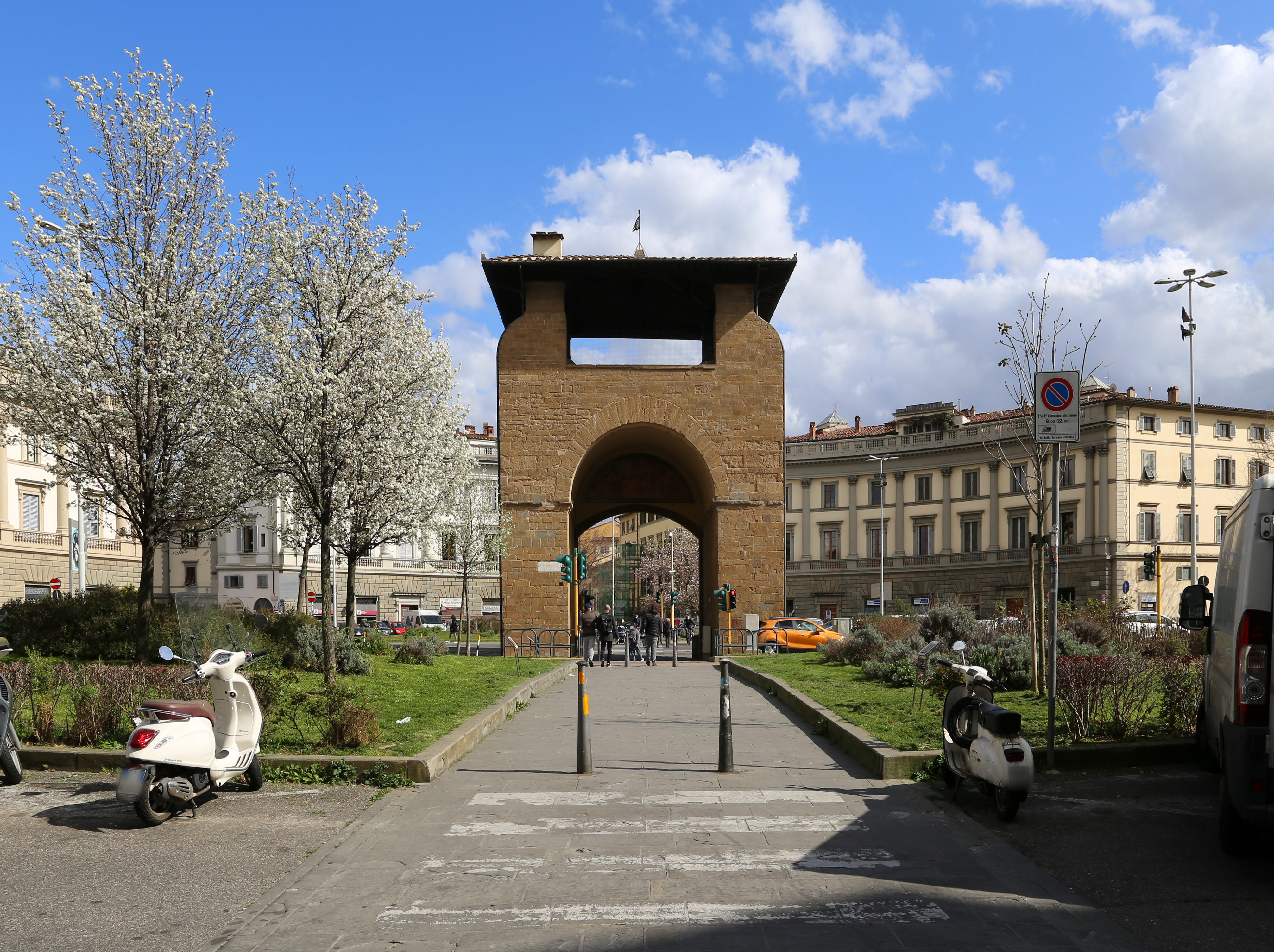
Piazza Beccaria.
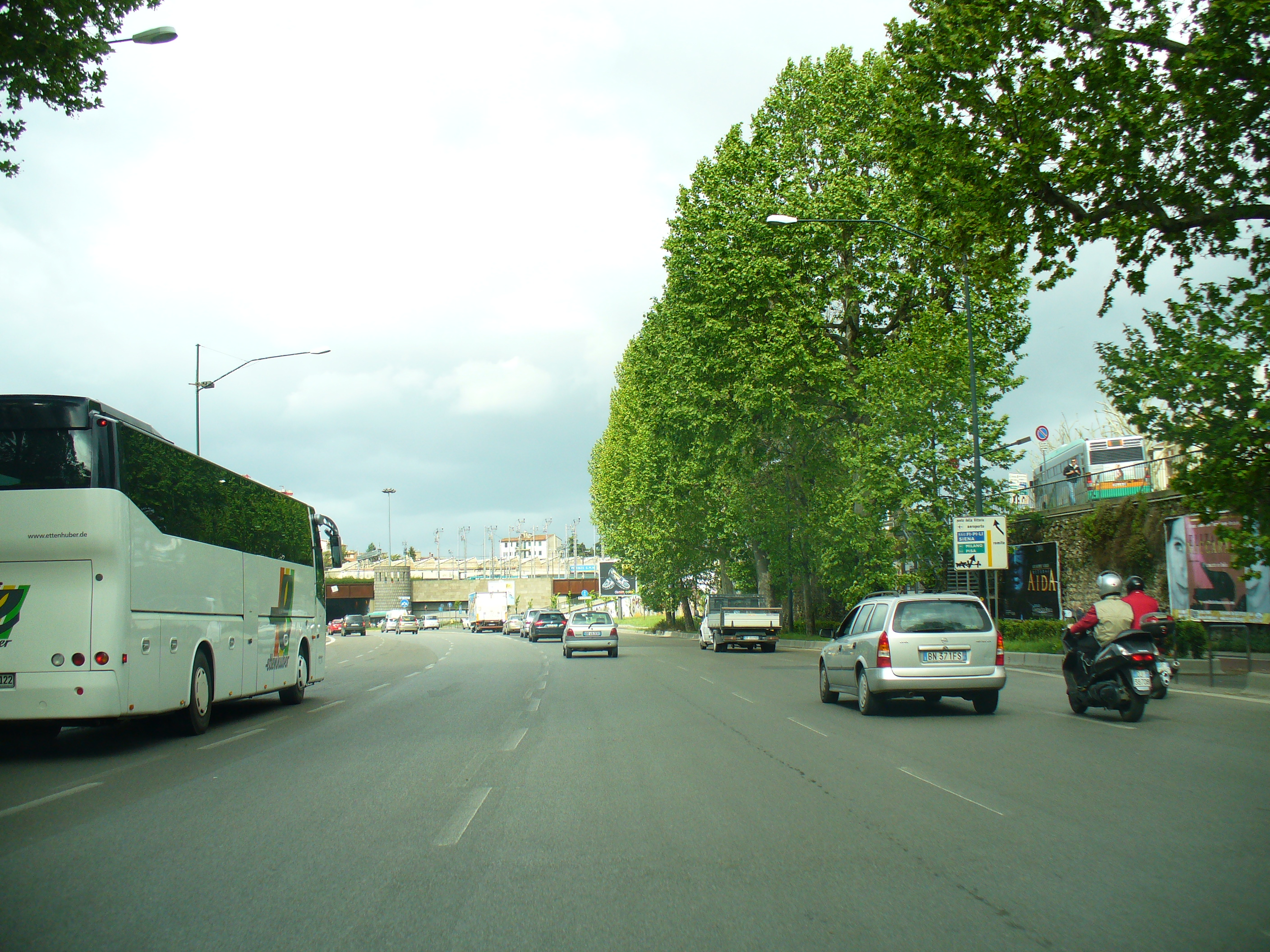
Viale Strozzi.
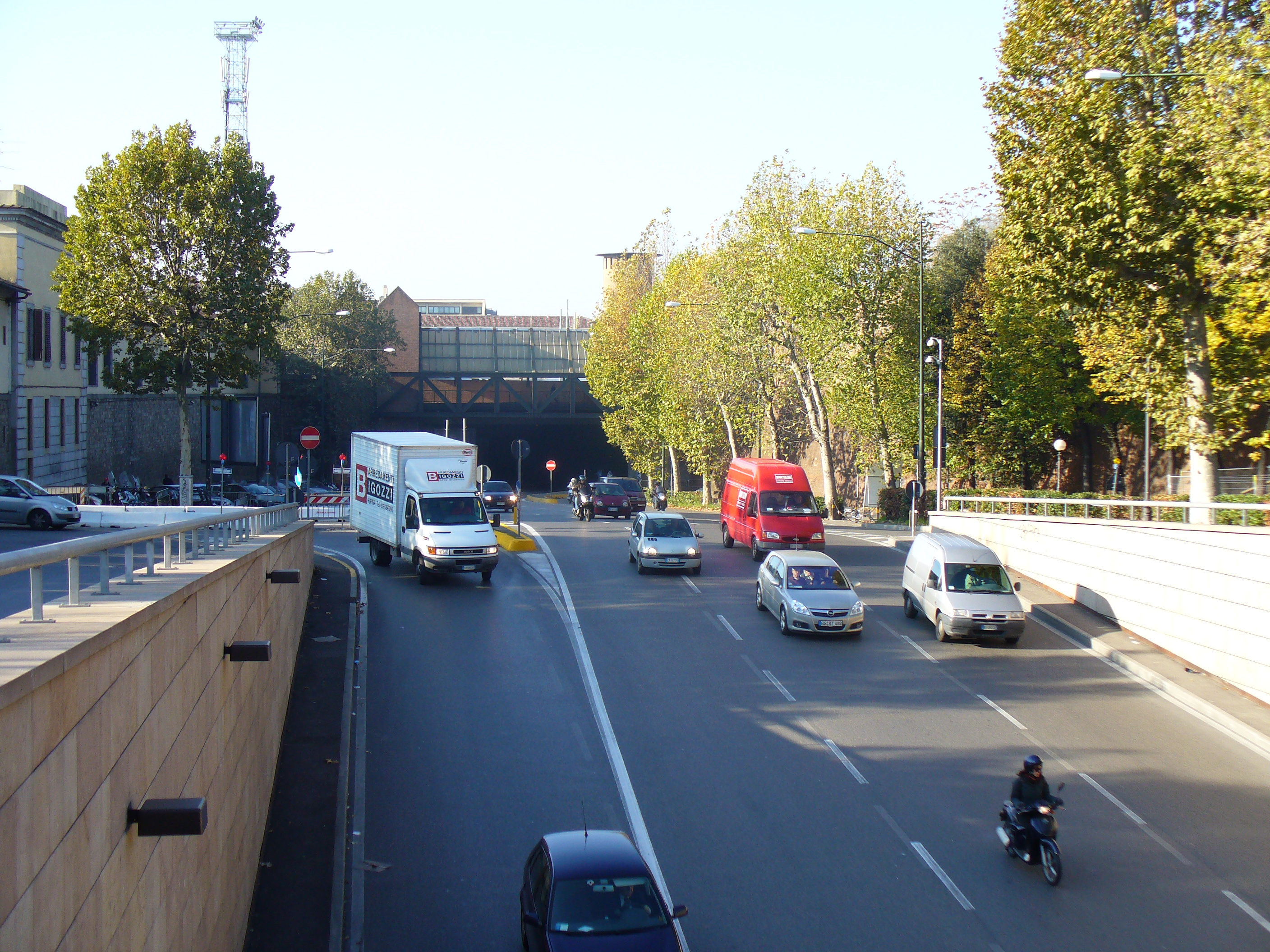
Viale Strozzi.
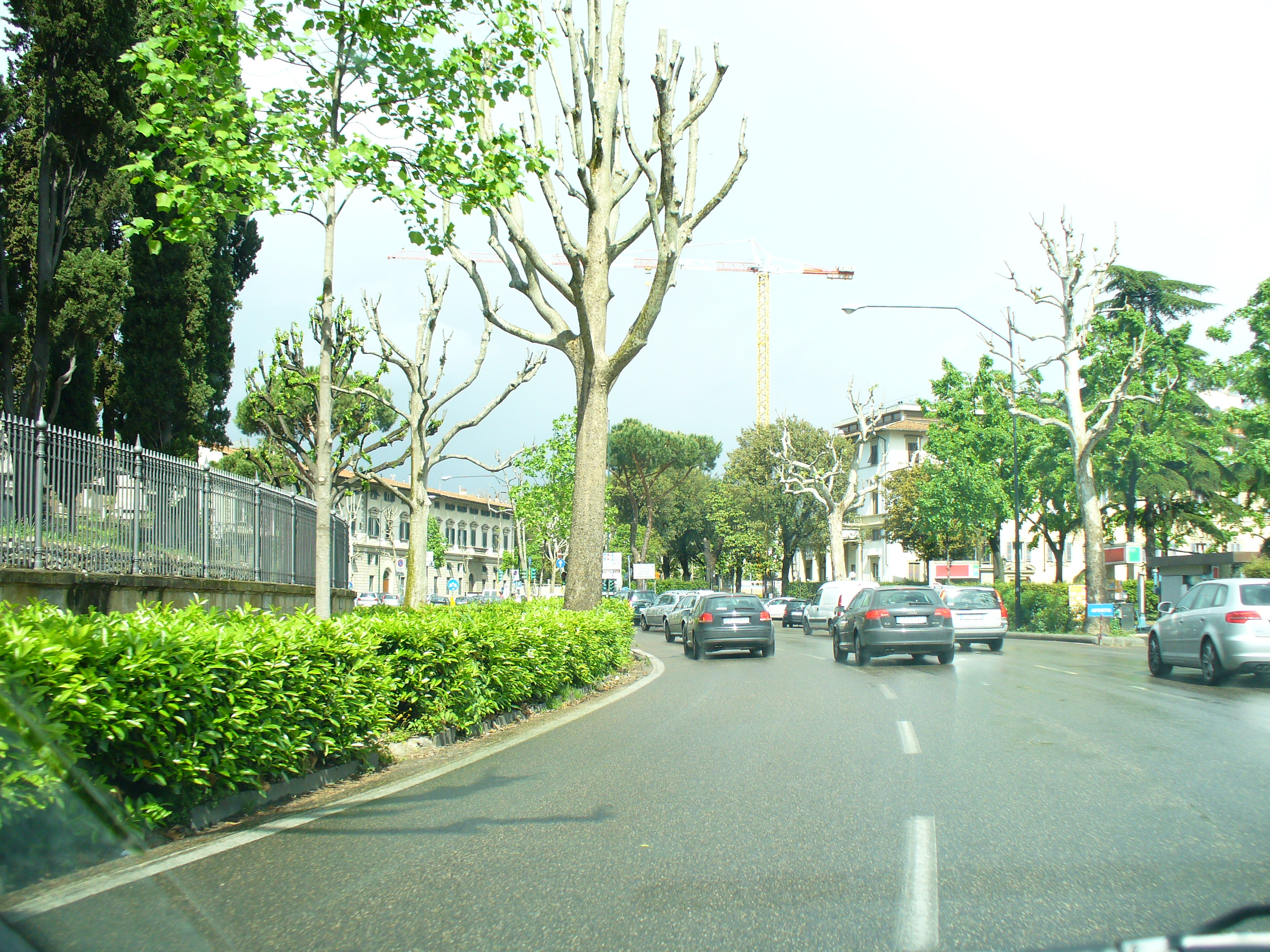
Piazzale Donatello.